# وسوسه (فیلم ۱۳۴۳)
وسوسه فیلمی به کارگردانی ناصر رفعت و نویسندگی ناصر رفعت و رضا شمشادیان محصول سال ۱۳۴۳ است.

## داستان
نازی قصد ازدواج با جوانی را دارد که پدرش آقای مملوک مخالف او است...

## بازیگران
- جواد قائم‌مقامی
- دیانا (بازیگر)
- هوشنگ سارنگ
- همایون (بازیگر)
- ابوالقاسم ملکوتی
- غیاث (بازیگر)
- پوراعظم (بازیگر)
- غلامحسین بهمنیار
- فریدون خسروی